# Chroma Key (gruppo musicale)
I Chroma Key sono un gruppo musicale statunitense guidato da Kevin Moore, ex tastierista dei Dream Theater.
È principalmente un progetto solista di quest'ultimo che si occupa della scrittura della musica, dei testi, delle tastiere e della programmazione, lavoro che viene svolto anche dall'amico Theron Patterson.
Molti musicisti hanno preso parte alla registrazione dei vari album come per esempio il bassista Joey Vera, il batterista Mark Zonder, e il chitarrista Jason Anderson.
La musica dei Chroma Key è un misto tra progressive rock, elettronica e talvolta ambient.
Tutti gli album sono stati registrati nello studio casalingo di Kevin Moore che ha spesso cambiato residenza.

## Storia
Kevin Moore, dopo aver lasciato i Dream Theater nel 1995 dopo le registrazioni dell'album Awake e dopo essersi trasferito a Santa Fe (Nuovo Messico), pubblica il primo album dei Chroma Key, Dead Air for Radios. Nel 2000 viene pubblicato You Go Now, scritto e registrato a Los Angeles. Cambia nuovamente residenza e si trasferisce in Costa Rica, dove, mentre lavora come volontario presso una stazione radio di Peace International, registra materiale che verrà poi pubblicato come "Kevin Moore". Si trasferisce poi ad Istanbul, invitato dall'amico Theron Patterson, suo amico da lungo tempo. Lì produrrà la colonna sonora Ghost Book per il film horror turco Okul, pubblicato sempre come Kevin Moore.
La composizione di questa colonna sonora induce Moore a collocare le idee per il proprio progetto solista in un contesto assolutamente inesplorato: Kevin prende il vecchio film Age 13, ne rallenta la traccia audio, pulendola dalla colonna sonora, e attorno ad essa inserisce una fitta trama sonora nella quale compaiono frammenti del film che ne fanno emergere sfaccettature insospettabili. Questo lavoro prende il nome di Graveyard Mountain Home, terzo disco del progetto Chroma Key.
Il 23 maggio 2007 ha eseguito per la prima volta un'esibizione dal vivo, con pezzi sia dei Chroma key, in particolare dell'ultimo album, sia degli OSI. Lo spettacolo, più che altro una prova in previsione di un futuro tour, si è tenuto ad Istanbul, città dove Kevin Moore risiede. L'esibizione non è stata pubblicizzata e in 100 hanno potuto prenderne parte. Tutto lo show è stato accompagnato da materiale video; in particolare le canzoni di Graveyard Mountain Home erano accompagnate dal rispettivo spezzone del film.
Dal 2008 il progetto è rimasto strettamente legato all'attività di studio del solo Moore.

## Discografia
Album in studio
- 1998 - Dead Air for Radios
- 2000 - You Go Now
- 2004 - Graveyard Mountain Home

Demo
- 1996 - Music Meant to Be Heard (Demos)
- 1999 - This is a Recording: 1994–1997
- 2019 - Patreon Demos

## Formazione
- Kevin Moore - voce, tastiera, chitarra, programmazione (1998-presente)

Turnisti
- David Iscove - chitarra (2000-2008)
- Joey Vera - basso (1998-2008)
- Utku Ünal - batteria (2003-2008)
- Jason Anderson - chitarra (1998-2000)
- Mark Zonder - batteria (1998-2003)